# Хуан Еваристо
Хуан Еваристо (шп. Juan Evaristo; Буенос Ајрес, 20. јун 1902 — 8. мај 1978) био је аргентински везни дефанзивни фудбалер који је играо за Аргентину између 1923. и 1930. С млађим братом Мариом, на левој страни, постали су први сродници који су се појавили у финалу Светског првенства у фудбалу.

## Клупска каријера
Еваристо је играо за Спортиво Палермо, Атлетико Хуракан и Спортиво Баракас током аматерске ере аргентинског фудбала. 1931. придружио се Боки Јуниорс помажући им да освоје прву професионалну титулу у аргентинском фудбалу. Напустио је Боку и отишао у Атлетико Индепендијенте 1932. године, а касније је играо за Аргентинос Јуниорс где се 1937. повукао из фудбала.
Он и његов брат Марио били су задужени за Бокине омладинске академије више од 30 година.

## Репрезентативна каријера
Био је члан аргентинске репрезентације, која је освојила сребрну медаљу на олимпијском фудбалском турниру.
Учествовао је на првом светском купу 1930. године где је Аргентина поново завршила на другом месту иза Уругваја.
Еваристо је такође играо у два издања Копа Америке, 1927. и 1929. године, које је обе освојила Аргентина.

## Трофеји

### Клуб
Бока Јуниорс
- Прва лига : 1931

### Репрезентација
Аргентина
- Копа Америка : 1927, 1929